# 청원군 (1988년 선거구)
청원군은 대한민국의 옛 국회의원 선거구이다. 당시 충청북도 청원군 일대를 관할하였다.

## 역사
제13대 국회의원 선거를 앞두고 청주시·청원군 선거구에서 분리되면서 신설되었다.
2014년 7월, 청주시와 청원군이 통합하여 통합 청주시가 출범했다. 이에 청원군 지역은 신설되는 통합 청주시 상당구, 서원구, 흥덕구, 청원구로 관할지역이 각각 편입되었다. 이에 제20대 국회의원 선거를 앞두고 편입된 지역에 따라 청주시 상당구, 청주시 서원구, 청주시 흥덕구, 청주시 청원구 선거구로 분리되면서 폐지되었다.

## 관할 구역
- 청원군 전역

## 역대 국회의원
| 선거   | 정당 | 정당       | 의원   |
| ------ | ---- | ---------- | ------ |
| 1988년 |      | 민주정의당 | 신경식 |
| 1992년 |      | 민주자유당 | 신경식 |
| 1996년 |      | 신한국당   | 신경식 |
| 2000년 |      | 한나라당   | 신경식 |
| 2004년 |      | 열린우리당 | 변재일 |
| 2008년 |      | 통합민주당 | 변재일 |
| 2012년 |      | 민주통합당 | 변재일 |

## 역대 선거 결과

### 대한민국 제13대 국회의원 선거
|  | 46.49% |

|  | 35.29% |

|  | 14.94% |

|  | 3.26% |

### 대한민국 제14대 국회의원 선거
|  | 49.48% |

|  | 29.11% |

|  | 17.39% |

|  | 3.99% |

### 대한민국 제15대 국회의원 선거
|  | 37.93% |

|  | 37.27% |

|  | 13.84% |

|  | 6.29% |

|  | 4.64% |

### 대한민국 제16대 국회의원 선거
|  | 28.88% |

|  | 28.85% |

|  | 27.39% |

|  | 11.63% |

|  | 3.22% |

### 대한민국 제17대 국회의원 선거
|  | 54.76% |

|  | 24.93% |

|  | 9.11% |

|  | 7.89% |

|  | 3.28% |

### 대한민국 제18대 국회의원 선거
|  | 44.57% |

|  | 39.89% |

|  | 8.95% |

|  | 6.58% |

### 대한민국 제19대 국회의원 선거
|  | 49.31% |

|  | 43.97% |

|  | 6.70% |

## 같이 보기
- 충청북도의 선거구
- 청원군의 국회의원